# Snaggfoting
Snaggfoting (Brachychaeteuma bradeae) är en mångfotingart som först beskrevs av Henri W. Brölemann och Brade-Birks 1917.  Snaggfoting ingår i släktet Brachychaeteuma och familjen snaggdubbelfotingar. Arten är reproducerande i Sverige.

## Underarter
Arten delas in i följande underarter:
- B. b. elongata
- B. b. truncata